# Palau de les Corts

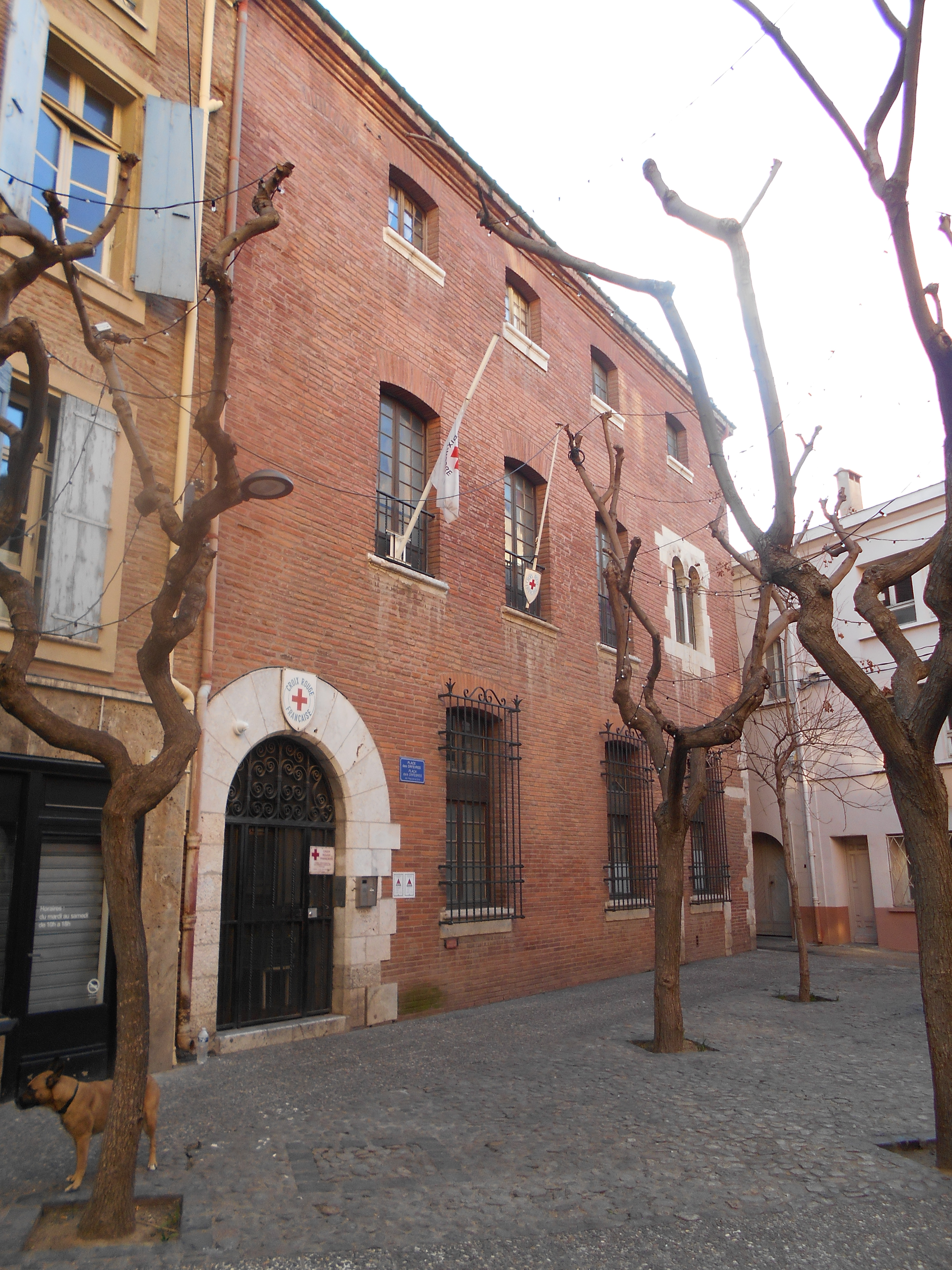
El Palau de les Corts, a la plaça del seu mateix nom

El Palau de les Corts, construït pel rei Sanç I de Mallorca al segle xiv, és l'edifici que havia allotjat en època medieval les corts del Regne de Mallorca a la ciutat de Perpinyà de la comarca del Rosselló.
Està situat a la plaça dels Orfebres, al carrer de l'Argenteria, prop per la part del darrere del Teatre. Actualment és la seu de la Creu Roja a la ciutat de Perpinyà.

## Història
Cinc vegades, i sempre en condicions extremes, si no tràgiques, es reuniren les Corts Catalanes a Perpinyà:
- 1350 - 1351, convocades per Pere III, el Cerimoniós, poc després d'haver-se concedit a Perpinyà l'Estudi General (segona universitat catalana, després de la de Lleida) i poc abans de la Guerra de Sardenya i la lluita contra la República de Gènova.
- 1356, convocades pel mateix rei després de les confrontacions esmentades i abans del seu retorn a Barcelona,
- 1406, convocades per Martí I l'Humà, van coincidir amb l'edificació de la Llotja de Mar de Perpinyà.
- 1450, convocades per la reina Maria, esposa d'Alfons IV el Magnànim, regent dels territoris catalans mentre el seu marit era a Nàpols, Amb la pesta present a Perpinyà, les Corts continuaren a Vilafranca de Conflent.
- 1473, convocades per Joan II, el Sense fe, qui compta amb el suport de 4.500 homes, aproximadament, del rei de França Lluís XI per tal de fer front a la revolta contra la seva persona existent a tot Catalunya.

## L'edifici
Fou construït a principis del segle XIV sota el regnat de Sanç de Mallorca, en el barri dels orfebres i els argenters. Fou seu de diferents tribunals del Rosselló. Aquest bell monument gòtic fou després ocupat pel tribunal de comerç entre el 1792 i el 1925. Més vast al principi, molt dividit i transformat, restaurat d'ençà dels 70 del segle xx, només en sobreviu la llotja, elegant galeria gòtica de Rauli Valter, mestre d'obra de l'entorn de Guillem Sagrera, arquitecte de la catedral de Sant Joan Baptista. Una porta d'arc de mig punt de marbre de Baixàs s'obre al pati.